# Los paraísos perdidos
Los paraísos perdidos es una película española de 1985 dirigida y con guion de Basilio Martín Patino

## Sinopsis
La hija de un intelectual republicano muerto en el exilio regresa a su casa, en un pueblo castellano, para despedirse de su madre moribunda y hacerse cargo del vasto legado cultural de su padre. Su regreso conlleva el reencuentro con los lugares y personas que compusieron su entorno en su juventud. Al mismo tiempo la protagonista traduce el Hiperión, de Friedrich Hölderlin, y esa tarea se convierte en cauce privilegiado para sus reflexiones sobre “los paraísos perdidos”: el futuro negado, el exilio, el desarraigo y la posibilidad de mantener la esperanza.
El crítico de cine Ángel Fernández-Santos escribió: Esta película, más que relato, es poema; más que narración de un acontecimiento exterior, es documento de una pausa interior; más que un desarrollo dramático, es una composición lírica.
La película está rodada en las ciudades de Toro, Zamora, Ávila, Salamanca y Madrid.

## Reparto
| Actor                    | Personaje           | Notas                                    |
| ------------------------ | ------------------- | ---------------------------------------- |
| Charo López              |                     | Acreditada como Charo Lopez              |
| Alfredo Landa            | Benito              |                                          |
| Miguel Narros            | Miguel              |                                          |
| Juan Diego               | Ministro            |                                          |
| Ana Torrent              | Andrea              |                                          |
| Francisco Rabal          | El político anciano | Acreditado como Paco Rabal               |
| Paco Hernández           |                     | Acreditado como Paco Hernández           |
| María Dolores Vila       |                     | Acreditada como Mª Dolores Vila          |
| Jose Colmenero           |                     | Acreditado como Jose Colmenero           |
| Delia Rodríguez de Llera |                     | Acreditada como Delia Rodríguez de Llera |
| Amancio Prada            | El Invitado         |                                          |
| Juan Cueto               | Emilio              |                                          |
| Walter Haubricht         |                     |                                          |
| Enrique Baquedano        |                     |                                          |
| Alejandro Sevillana      |                     | Acreditado como Alejandro Sevillano      |
| Isabel Pallarés          |                     | Acreditado como Isabel Pallares          |
| Azucena de la Fuente     |                     |                                          |
| Félix Dafauce            |                     | Acreditado como Felix Dauface            |
| Paloma Aristegui         |                     |                                          |
| Ángela Torres            |                     | Acreditada como Angela Torres            |
| José María García        |                     | Acreditado como Jose Mª Garcia           |
| Jorge Bosso              |                     |                                          |
| Nadine                   |                     |                                          |